# المرادية (خان)
خان المرادية أحد خانات بغداد التراثية القديمة، يقع بالقرب من جامع المرادية، واصبح فيما بعد إسطبلاً لأصحاب عربات (الربَّل) التي تجرها الخيول، ومكانه اليوم المكتبة الوطنية، المقابلة لوزارة الدفاع.